# Hammarlunda
Hammarlunda är en småort i Eslövs kommun i Skåne län.
Hammarlunda är kyrkby i Hammarlunda socken. Hammarlunda kyrka ligger här.